# Oc1
Oc1 – polskie oznaczenie pruskiego parowozu osobowego serii P31.

## Historia
Parowozy serii P31 produkowane dla kolei pruskich KPEV w latach 1884–1897 przez kilka fabryk, jako znormalizowany typ, w ilości 695 sztuk. Łącznie wyprodukowano 783 sztuki – dalsze 88 lokomotyw dla innych kolei niemieckich, w tym 41 dla kolei meklemburskich w latach 1888–1907, oznaczane tam jako typ VI. Pod koniec XIX wieku parowozy te obsługiwały ruch pasażerski na drugorzędnych liniach. Po 1910 r. zaczęły być wycofywane z użytku na rzecz parowozów, które posiadały większą moc. Po I wojnie światowej polskie koleje przejęły 13 maszyn tego typu, które uzyskały oznaczenie Oc1. Parowozy funkcjonowały na polskich torach w okresie międzywojennym, ale po II wojnie światowej już nie (rejestry PKP nie wykazały maszyn tego typu).
Niemieckie koleje DRG po I wojnie światowej użytkowały jedynie 22 lokomotywy meklemburskie P31, oznaczone serią 3473 (numery 34 7301 do 7308 i 34 7351 do 7364).

## Dane techniczne
- pojemność skrzyni na wodę – 10,5 m³

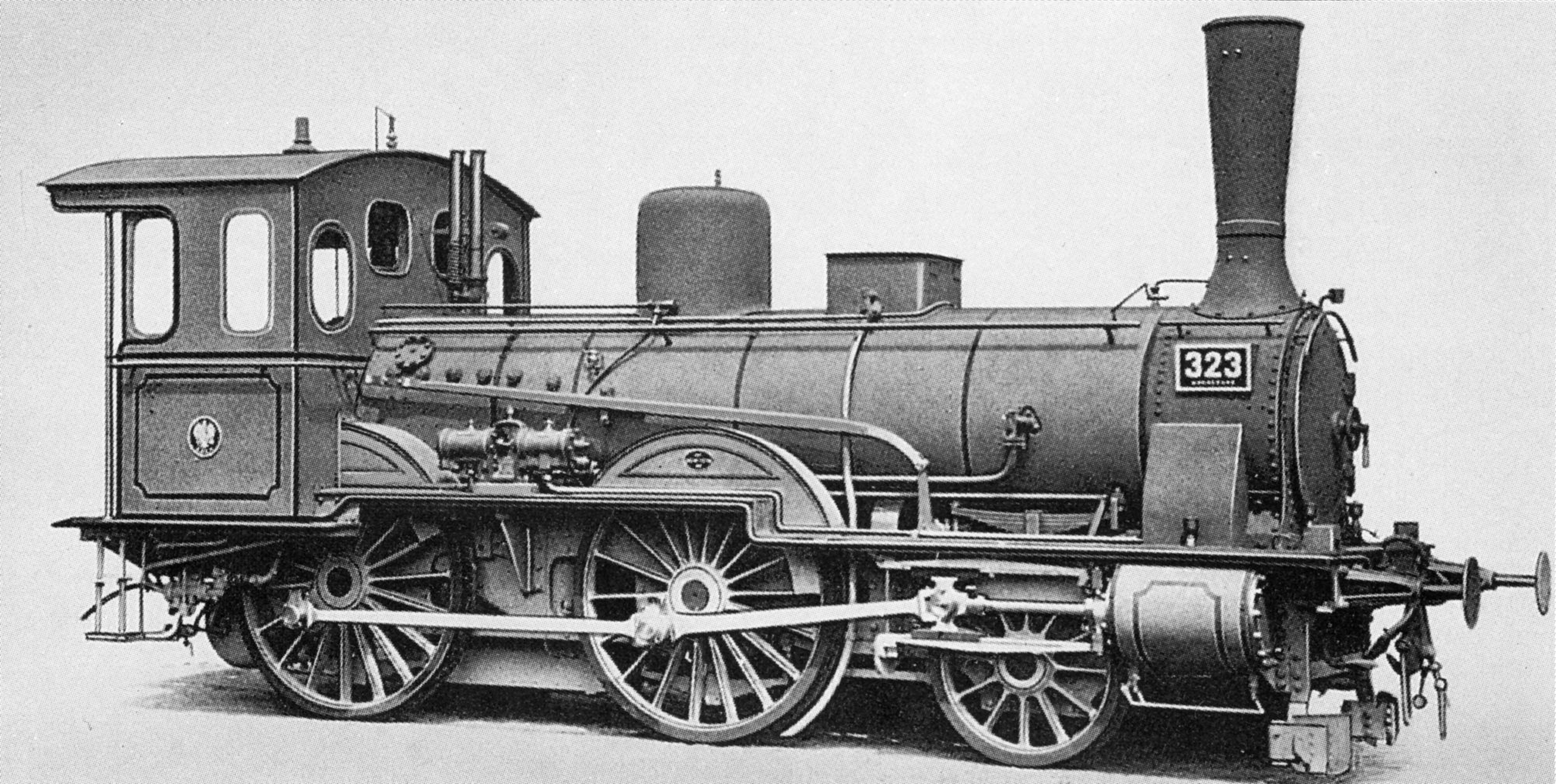
parowóz P3^{1}

- pojemność skrzyni na węgiel – 4 t